# Lee Seung-hoon
Lee Seung-Hoon, född den 6 mars 1988 i Seoul, Sydkorea, är en sydkoreansk skridskoåkare.
Han tog OS-guld på herrarnas 10 000 meter och även OS-silver på herrarnas 5 000 meter i samband med de olympiska skridskotävlingarna 2010 i Vancouver.